# Telemark-Weltcup in Rauris
Der Telemark-Weltcup in Rauris gehört seit der Saison 2010 zum Telemark-Weltcup. Er wird vom Internationalen Ski-Verband (FIS) und der Army Winter Sports Association (AWSA) in Zusammenarbeit mit Großbritannien veranstaltet. Die Wettbewerbe finden am Kreuzboden (47° 13′ 46″ N, 12° 58′ 50″ O) und Waldalm (47° 13′ 42″ N, 12° 57′ 38″ O) statt.

## Geschichte
Die britische Mannschaft von Andrew Clarke und die Verantwortlichen der FIS im Bereich Telemark wollten in Rauris einen Telemark-Weltcup veranstalten und so kam es, dass der erste Weltcup 2010 veranstaltet wurde. In der Saison 2011 fiel der Weltcup in Bohinj wegen zu wenig Schnee aus, weshalb der Classic-Sprint in Rauris nachgeholt wurde und deshalb wurden am Weltcupwochenende drei Veranstaltungen durchgeführt. In der Saison 2012 war es nicht möglich, das Classic-Sprint-Rennen wegen des schlechten Wetters und Schneemangels zu veranstalten, deshalb fiel der Weltcup komplett aus. Ein Jahr später entschieden sich die Organisatoren wegen der Zuschauer und des Wetters, den Classic vom 18. Januar 2013 auf den 19. Januar 2013 und dem Classic-Sprint vom 19. Januar 2013 auf den 18. Januar 2013 zu verlegen.

## Ergebnisse

### Damen
| Auflage | Saison  | Disziplin      | Sieger                                                                  | Zweiter                                                                 | Dritter                                                                 |
| ------- | ------- | -------------- | ----------------------------------------------------------------------- | ----------------------------------------------------------------------- | ----------------------------------------------------------------------- |
| 01      | 2010    | Riesenslalom   | Amélie Reymond                                                          | Katinka Knudsen                                                         | Sandrine Meyer                                                          |
| 01      | 2010    | Classic-Sprint | Amélie Reymond                                                          | Katinka Knudsen                                                         | Susann Scheller                                                         |
| 02      | 2011    | Classic-Sprint | Amélie Reymond                                                          | Sandrine Meyer                                                          | Susann Schubert                                                         |
| 02      | 2011    | Riesenslalom   | Amélie Reymond                                                          | Sandrine Meyer                                                          | Katinka Knudsen                                                         |
| 02      | 2011    | Classic-Sprint | Amélie Reymond                                                          | Sandrine Meyer                                                          | Katinka Knudsen                                                         |
| 03      | 2012    | Classic-Sprint | Wegen schlechten Wetters und Schneemangels wurde der Wettkampf abgesagt | Wegen schlechten Wetters und Schneemangels wurde der Wettkampf abgesagt | Wegen schlechten Wetters und Schneemangels wurde der Wettkampf abgesagt |
| 04      | 2013    | Classic-Sprint | Amélie Reymond                                                          | Sigrid Rykhus                                                           | Lisa Englund                                                            |
| 04      | 2013    | Classic        | Amélie Reymond                                                          | Sigrid Rykhus                                                           | Lisa Englund                                                            |
| 05      | 2013/14 | Classic-Sprint | Mathilde Ilebrekke                                                      | Amélie Reymond                                                          | Argeline Tan-Bouquet                                                    |
| 05      | 2013/14 | Classic        | Amélie Reymond                                                          | Mathilde Ilebrekke                                                      | Johanna Holzmann                                                        |
| 06      | 2014/15 | Classic-Sprint | Amélie Reymond                                                          | Argeline Tan-Bouquet                                                    | Beatrice Zimmermann                                                     |
| 06      | 2014/15 | Classic        | Amélie Reymond                                                          | Mathilde Ilebrekke                                                      | Argeline Tan-Bouquet                                                    |

### Männer
| Auflage | Saison  | Disziplin      | Sieger                                                                  | Zweiter                                                                 | Dritter                                                                 |
| ------- | ------- | -------------- | ----------------------------------------------------------------------- | ----------------------------------------------------------------------- | ----------------------------------------------------------------------- |
| 01      | 2010    | Riesenslalom   | Chris Lau                                                               | Eirik Rykhus                                                            | Bastien Dayer                                                           |
| 01      | 2010    | Classic-Sprint | Eirik Rykhus                                                            | Philippe Lau                                                            | Daniel Forrer                                                           |
| 02      | 2011    | Classic-Sprint | Philippe Lau                                                            | Sondre Kristenstuen                                                     | Sven Lau                                                                |
| 02      | 2011    | Riesenslalom   | Sven Lau                                                                | Harald Kvaerner                                                         | Thomas-Christoffer Bergfors                                             |
| 02      | 2011    | Classic-Sprint | Philippe Lau                                                            | Eirik Rykhus                                                            | Antoine Bouvier                                                         |
| 03      | 2012    | Classic-Sprint | Wegen schlechten Wetters und Schneemangels wurde der Wettkampf abgesagt | Wegen schlechten Wetters und Schneemangels wurde der Wettkampf abgesagt | Wegen schlechten Wetters und Schneemangels wurde der Wettkampf abgesagt |
| 04      | 2013    | Classic-Sprint | Philippe Lau                                                            | Sondre Kristenstuen                                                     | Bastien Dayer                                                           |
| 04      | 2013    | Classic        | Jonas Schmid                                                            | Mattias Wagenius                                                        | Bastien Dayer                                                           |
| 05      | 2013/14 | Classic-Sprint | Philippe Lau                                                            | Trym Nygaard Løken                                                      | Carl Jørgen Holst                                                       |
| 05      | 2013/14 | Classic        | Tobias Müller                                                           | Clement Bergeretti                                                      | Trym Nygaard Løken                                                      |
| 06      | 2014/15 | Classic-Sprint | Philippe Lau                                                            | Tobias Müller                                                           | Sondre Kristenstuen                                                     |
| 06      | 2014/15 | Classic        | Tobias Müller                                                           | Clement Bergeretti                                                      | Bastien Dayer                                                           |